# Azathoth
Este artículo alude al dios exterior, para el cuento véase Azathoth.
Azathoth es un dios lovecraftiano descrito por Howard Phillips Lovecraft que aparece en su ciclo de relatos denominado Mitos de Cthulhu.Es una deidad primordial y amorfa que reside en el centro del cosmos y se cree que es la fuente de toda la existencia. Se le considera un gobernante supremo entre otros dioses, pero su naturaleza es incomprensible e indiferente a la humanidad.

## Descripción
Según los relatos de literatura de terror Azathoth es "el primer motor del caos, la antítesis de la creación, el necio sultán de los demonios; el que roe, gime y babea en el centro del vacío final" o mejor dicho como "el centro del universo".
A esta entidad cósmica se le describe como una masa colosal, caótica y sin forma; incluso el mismo universo forma parte de su esencia, y el simple hecho de mirarlo fijamente supondría una muerte de horror y locura extrema.
Una maldición ha hecho que sea un dios ciego y lobotomizado, que pasa la eternidad de su encarcelamiento moviéndose incesantemente al son de flautas, tambores y otros instrumentos musicales malditos.
En ocasiones, cuando Nyarlathotep visita la Tierra, su presencia viene acompañada momentáneamente del tenue sonido de una flauta. Esto quiere decir que en ese momento viene de visitar a Azathoth en su encierro.
Es el caos creativo e infinito del universo y el supremo dios Exterior. Él es el "uno por encima de todos" y el "alfa y omega" de los mitos. Alrededor de él danzan eternamente el resto de dioses exteriores siguiendo melodías demenciales, entre ellos los más poderosos, como Shub-Niggurath, Nyarlathotep y Yog-Sothoth, junto con los otros dioses menores.
Aunque sea ciego y estúpido, representa la omnipotencia en estado puro. Incluso el propio nombre "Azathoth", en realidad, no es su verdadero nombre: lo llaman así porque es como lo pronuncia el Necronomicon, pero nadie, al menos ningún humano, sabe su verdadero nombre.

## En la cultura popular
El personaje de Marvel Comics Shuma-Gorath hace alusión a Azathoth en referencia a su forma y procedencia, ya que el personaje viene de la "dimensión del Caos" Así mismo, Shuma-Gorath también es Dios en su Dimensión, aunque su nombre puede hacer referencia a Shub-Niggurath.
Azathoth es representado en Persona 5 Royal como la Persona del antagonista principal Takuto Maruki, capaz de crear realidades alternas y distorsionarlas.